# Raionul Braslav, județul Tulcin

Raionul Braslav a fost unul din cele patru raioane ale județului Tulcin din Guvernământul Transnistriei între 1941 și 1945.